# Жилберту, Бебел
Бебе́л Жилберту (порт. Bebel Gilberto, полное имя Изабел Жилберту де Оливейра порт. Isabel Gilberto de Oliveira, род. 12 мая 1966 года, Нью-Йорк, США) — бразильская певица, чьё имя часто ассоциируется со стилем босанова. Дочь вокалистки Миуши и гитариста Жуана Жилберту, считающегося одним из основоположников босановы.

## Творческая биография
Детство и юность Бебел Жилберту прошли в Рио-де-Жанейро, Бразилия. Она начала заниматься пением с подачи матери и в возрасте семи лет записала пару песен для её первого сольного альбома «Miucha». В девять Бебел уже участвовала вместе с Миучей и саксофонистом Стэном Гетцем в джазовом фестивале в Нью-Йорке, в Карнеги-холл. Через некоторое время она осваивает театральные подмостки: выступает в популярных мюзиклах «Os Saltimbancos» (и участвует в записи саундтрека для него) и «Pirlimpimpim». Позже Бебел поступила в экспериментальную театральную труппу, дающую представления с цирком Circo Voador («Летающий цирк») в Ipanema Beach. Там она познакомилась и подружилась с певцом и композитором Казузой, ставшим в 1980-е одной из самых известных рок-звёзд Бразилии.
В это время Жилберту начала писать песни в соавторстве с Казузой и Де (порт. Dé). Одна из их песен — «Preciso Dizer Que Te Amo» — стала национальным хитом и получила несколько музыкальных наград, в том числе звание лучшего сингла года по версии Brazilian Sharp Award. Вместе с соотечественником, певцом Педринью Родригесом, в 1983 году Изабел приняла участие в создании альбома Un Certo Geraldo Pereira. А через три года она записала на Warner Music свой первый мини-альбом, который включал знаменитые песни «Preciso Dizer Que Te Amo» и «Mais Feliz».
В 1991 году Бебел переехала в Нью-Йорк, где приняла участие в проходившем в Бруклинской академии музыки шоу-трибьют бразильской звезде Кармен Миранде, с участием Лори Андерсон и Naná Vasconcelos. В США, создав свою собственную группу, Жилберту стала осваивать нью-йоркскую сцену, выступая в престижных клубах и концертных залах, включая Линкольн-центр.
На протяжении девяностых годов Бебел сотрудничала со многими музыкальными звёздами: Арто Линдсей, Thievery Corporation, Дэвидом Бирном, Това Тэй, Каэтану Велозу, Шику Буарки. К середине 1990-х она добилась международного признания как композитор с танцевальными хитами «Technova» и «Batucada», созданными в сотрудничестве с Това Тэй и Arto Lindsay. Изабель начинает заниматься музыкой для кино. Одна из самых известных её работ — саундтрек к фильму режиссёра Брэда Андерсона «Следующая остановка – Страна чудес» с участием актёра Филип Сеймур Хоффман.
В конце 1990-х Жилберту переехала в Лондон, где занялась подготовкой материала для дебютного альбома. В Англии она познакомилась с сербским музыкантом и композитором Митаром Суботичем, который написал и спродюсировал несколько треков для этого альбома. Там же она сотрудничала с диджеем и продюсером Амоном Тобином, голландским дуэтом Arling&Cameron и певицей Ниной Мирандой.
Дебютный полноформатный Tanto Tempo, выпущенный в 2000 году, продан более чем миллионом копий по всему миру, альбом был номинирован на Латинскую Грэмми в двух категориях — «Лучший новый артист» и «Лучший альбом бразильской поп-музыки».
Её второй альбом, Bebel Gilberto, выпущенный в 2004 году, был также тепло встречен публикой и критикой, получив MOBO Awards в Великобритании, а устроители музыкальной премии Грэмми отметили его несколькими номинациями.
На популярные треки с дисков Бебел записываются и выпускаются три альбома ремиксов. Её песни звучат в кино и на телевидении: в сериале «Части тела», в фильмах «Entourage» и «Близость». Дуэтом с Майком Паттоном она записывает песню «Caipirinha», которая затем появится в альбоме проекта Peeping Tom. Жилберту широко гастролирует по всему миру, представляя публике свои вариации любимой босановы.
В 2006 году Изабел начала писать и продюсировать песни, которые потом стали частью её третьего альбома Momento, выпущенного в апреле 2007 года. В этом альбоме Жилберту сотрудничала с британским продюсером Гаем Сигсвортом, а помогали ей друзья Диди Гутман и Сабина Щубба из нью-йоркской группы Brazilian Girls, а также Orquestra Imperial из Рио-де-Жанейро.
В августе 2009 года Бебел Жилберту выпустила четвёртый, студийный альбом All in One.
Певица также озвучила Еву, жену тукана Рафаэля, из мультфильма «Рио», который вышел в прокат в 2011 году.
В 2013 году певица выпустила альбом под названием Bebel Gilberto In Rio, в 2014 году выпустила альбом Tudo, в 2020 году — Agora.

## Дискография

### Студийные альбомы
- Um Certo Geraldo Pereira, Funarte (при участии Pedrinho Rodrigues) (1983)
- De Tarde, Vendo O Mar (при участии Luizão Maia & Banzai) (1991)
- Tanto Tempo[англ.] (2000)
- Bebel Gilberto[англ.] (2004)
- Momento[англ.] (2007)
- All in One[англ.] (2009)
- Bebel Gilberto In Rio[англ.] (2013)
- Tudo (2014)
- Agora (2020)

### Ремикс-альбомы
- Tanto Tempo Remixes (2001)
- Tanto Tempo (Special Remix Edition) (2003)
- Bebel Gilberto Remixed (2005)

### Миин-альбомы
- Bebel Gilberto (EP) (1986)
- Bring Back The Love — Remixes EP 1 (2007)
- Bring Back The Love — Remixes EP 2 (2007)
- Live Session (iTunes Exclusive) — EP (2008)

### Фильмография
- Рио (2011) Ева
- Рио 2 (2014) Ева